# Eenstaatoplossing
De eenstaatoplossing, ook wel een binationale staat genoemd, is een voorgestelde aanpak voor het oplossen van het Israëlisch-Palestijns conflict, volgens welke er één staat moet komen tussen de rivier de Jordaan en de Middellandse Zee. Deze wordt verondersteld een alternatief te zijn voor de tweestatenoplossing. Voorstanders van de eenstaatoplossing pleiten voor een enkele staat in Israël, de Westelijke Jordaanoever en de Gazastrook. Sommigen beargumenteren dat in de huidige situatie in Israël en de Palestijnse Gebieden feitelijk sprake is van een eenstaatrealiteit.
Er zijn verschillende modellen voorgesteld voor de implementatie van de eenstaatoplossing, bijvoorbeeld de eenheidsstaat, die een enkele regering op het hele grondgebied zou omvatten met burgerschap en gelijke rechten voor alle inwoners, ongeacht hun etniciteit of religie. Andere varianten zijn een eenheidsstaat met een autonoom Palestijns gebied, of federale of confederale modellen zoals in België of Zwitserland.
De internationale politiek rond Israël en de Palestijnse Gebieden blijft ondanks de discussie rond een mogelijke eenstaatoplossing gericht op de tweestatenoplossing. Volgens peilingen onder de bevolking is ongeveer een derde voor een eenstaatoplossing, terwijl de populariteit van de tweestatenoplossing afneemt.

## Vormen van een eenstaatoplossing

### Binationale staat
Voor een binationale staat in Israël/Palestina, zijn in principe twee vormen denkbaar:
- Een democratische staat, waarbij alle burgers gelijke rechten hebben
- Een eenheidsstaat, gedefinieerd als een staat waarin één bevolkingsgroep domineert over de andere, oftewel een staat waarin aan een specifieke groep (zoals in het huidige Israël de Palestijnen) gelijke rechten worden onthouden. Daarbij kan de Israëlische bezetting definitief worden gehandhaafd, of het bezette gebied formeel worden geannexeerd. Benvenisti noemde dit in 2003 "undeclared binationalism", omdat zo'n staat niet hoeft te worden uitgeroepen, maar simpelweg de bestaande situatie kan worden gehandhaafd zonder iets te doen.[7]

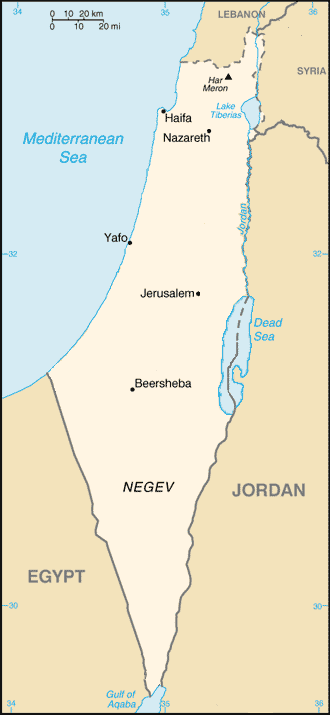
Historisch Palestina
grenzen van 1922

Een zuiver joodse of islamitische binationale staat is alleen mogelijk in een (niet-democratische) eenheidsstaat. Hierbij heeft één bevolkingsgroep, hoogst waarschijnlijk de Israëlische, de centrale regering over geheel historisch Palestina in handen en domineert over de andere bevolkingsgroepen. Met het onmogelijk worden van de realisering van een eenstaatoplossing is zo'n staat denkbaar of zelfs waarschijnlijk geworden. Het lijkt zeer veel op de huidige situatie, waarbij in de Bezette gebieden het Israëlische leger regeert over de bevolking via zijn "Civil Administration", die ervan wordt beschuldigd de Palestijnse bevolking te domineren en onderdrukken, terwijl in Israël de niet-joodse bevolking wordt gediscrimineerd en geen enkele invloed heeft in parlement en regering.
Joodse linkse partijen in Israël vreesden in 2004 al voor een apartheid-achtige werkelijkheid door de voortgaande kolonisering. Volgens velen is er zelfs nu al sprake van apartheid. Een ESCWA VN-rapport uit 2017 concludeerde, dat Israël een apartheidsstaat is, maar het rapport werd door de VN baas António Guterres verworpen. In de bezette Westelijke Jordaanoever (West Bank) geldt al sinds 1967 formeel een systeem, met afzonderlijke wetgeving voor Israëli's en Palestijnen. In Gaza werd tot 2005 hetzelfde regime toegepast.

### Varianten en alternatieven

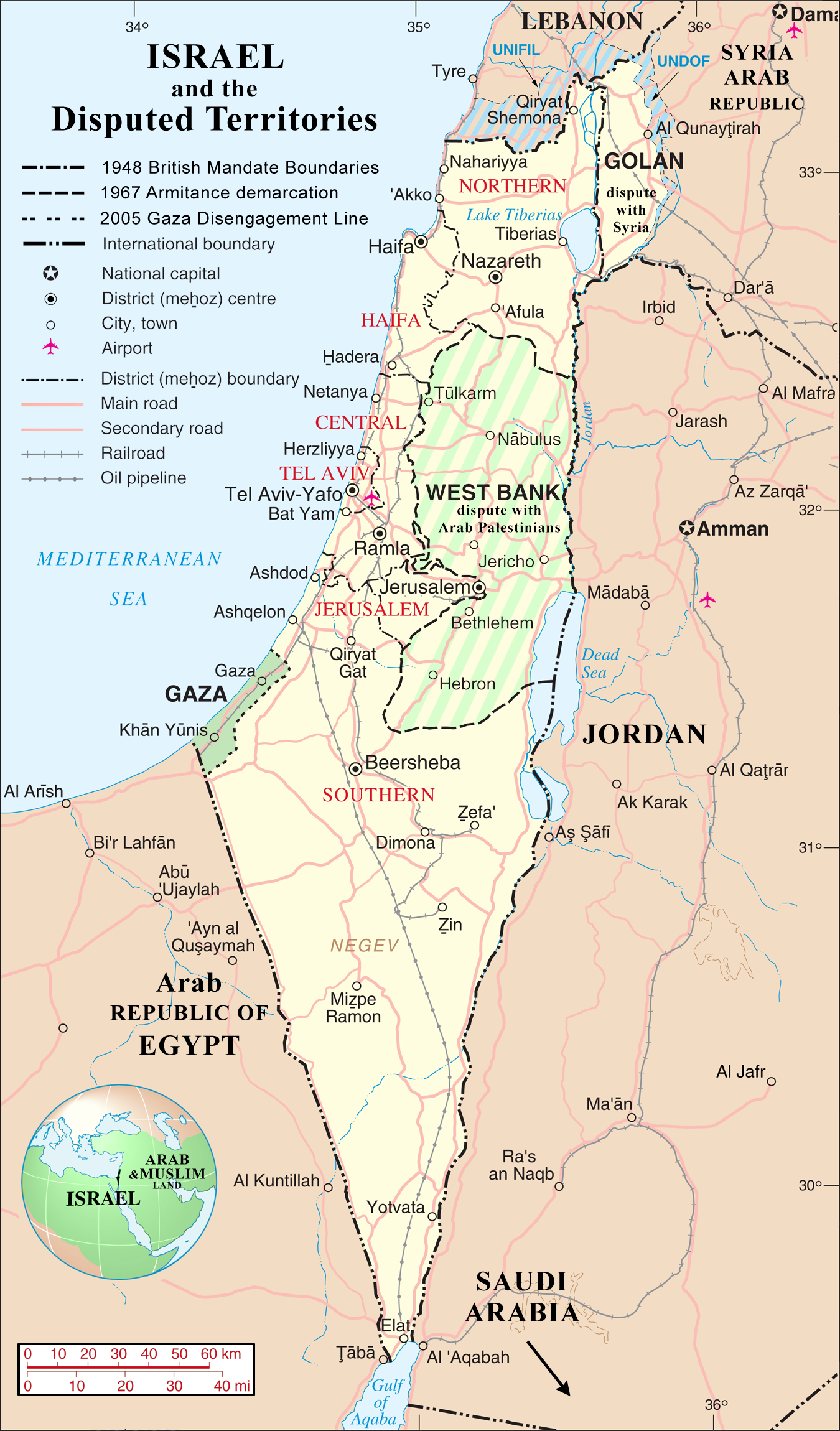
Israël en de Palestijnse Gebieden

Alternatieve vormen van een eenstaatoplossing zijn:
- Een staat met maar één nationaliteit (niet binationaal). Grondwettelijk is er dan geen onderscheid meer tussen een Israëlische en een Palestijnse nationaliteit, of joodse en niet-joodse nationaliteit. Ook hier geldt weer, dat een joodse of islamitische staat een democratische staat uitsluit. Zo'n staat is democratisch en seculier en gebaseerd op gelijkwaardig burgerschap. Het gaat voorbij het bestaan van twee nationale groepen en hun streven, en decennia van etnisch conflict en opoffering. Gezien de historische ontwikkelingen is deze optie van een compleet etnisch-blinde regeringsvorm gebaseerd op de meerderheidsregel en het democratische principe van 'één persoon-één stem' moeilijk voor te stellen. Het negeert de sterk gevoelde angst van de Joodse bevolking voor een Palestijnse bevolking die groter is dan de Joodse, waardoor de Joodse meerderheid verloren gaat en het zionistische basisidee van een "Joodse en democratische staat", democratisch, maar met een stabiele Joodse meerderheid. Het zou afbreuk doen aan het Joodse karakter van de staat.[13]

Het eenstaatmodel lijkt daarom voornamelijk gezien te worden als een binationale staat, met vaste regels en sterke wederzijdse garanties voor zowel de Arabische als de Joodse belangen. Het grootste nadeel daarvan is, dat door de blijvende verdeling in twee etnische groepen de vorming van een nieuwe gezamenlijke identiteit zo verhinderd wordt en non-binaire identiteiten hier buiten de boot vallen.
- Een staat op basis van etnische verdrijving, waarbij ofwel alle joden, ofwel alle niet-joden worden gedood en/of uit historisch Palestina verdreven. Dit scenario heeft zich al grotendeels afgespeeld tijdens de Nakba in 1947-1949, bij de totstandkoming van Israël.
Het verdrijvingsscenario werd in de Joint Poll van juni 2018 door een niet gering aantal ondervraagden als een reële optie gezien.[14] In de Israëlische pers of op sociale media duiken af en toe zulke voorstellen op,[15] al dan niet op basis van de idee, dat Jordanië de eigenlijke thuisstaat is van de Palestijnen.
- Een federatie, waarbij de deelstaten Palestina en Israël, met elk een eigen regering en parlement, worden bestuurd door één overkoepelende federale regering voor historisch Palestina tussen Middellandse Zee en Jordaan.
Een voorbeeld is België (waarbij de Franstalige etniciteit is geconcentreerd in het gewest Wallonië, de Nederlandstalige in het gewest Vlaanderen en het federale bestuur in het gewest Brussel). Andere voorbeelden zijn het Verenigd Koninkrijk en de Federatie van Bosnië en Herzegovina. Die laatste is etnisch opgedeeld in de deelstaat Bosnië en Herzegovina en de deelstaat Servische Republiek. De deelstaat Bosnië en Herzegovina is zelf ook weer een federatie, naar etniciteit opgedeeld in tien kantons.
- Een tussenoplossing zou een confederatie kunnen zijn, waarbij Palestina en Israël onafhankelijk staten zijn, die op een aantal gebieden nauw samenwerken. Dit idee was reeds verwerkt in het VN-verdelingsplan van 1947. Feitelijk is het een variant van de tweestatenoplossing. Er zijn twee thuislanden binnen één territoriale eenheid met open grenzen. Joodse kolonisten kunnen in Palestina blijven wonen en Palestijnen kunnen zich met Palestijnse nationaliteit in Israël vestigen. In 2015 was onder Israëli's ongeveer de helft voor het algemene concept, maar zat het probleem in de details.[16] Een lastig punt zou zijn de strijd om gelijke rechten tussen kolonisten en de Palestijnen op de Westoever.[13]

## Eerste voorstellen (1917-1947)

### Een mononationale eenheidsstaat
Tussen 1917 en 1948 kwamen alle mogelijke oplossingen voorbij. Aan het begin van de Eerste Wereldoorlog wilde Groot-Brittannië historisch Palestina van de Ottomanen veroveren en onder zijn invloed brengen, om de Britse kolonie Egypte te beschermen. Er woonden nog maar zo'n 85.000 joden, circa 12% van de bevolking.

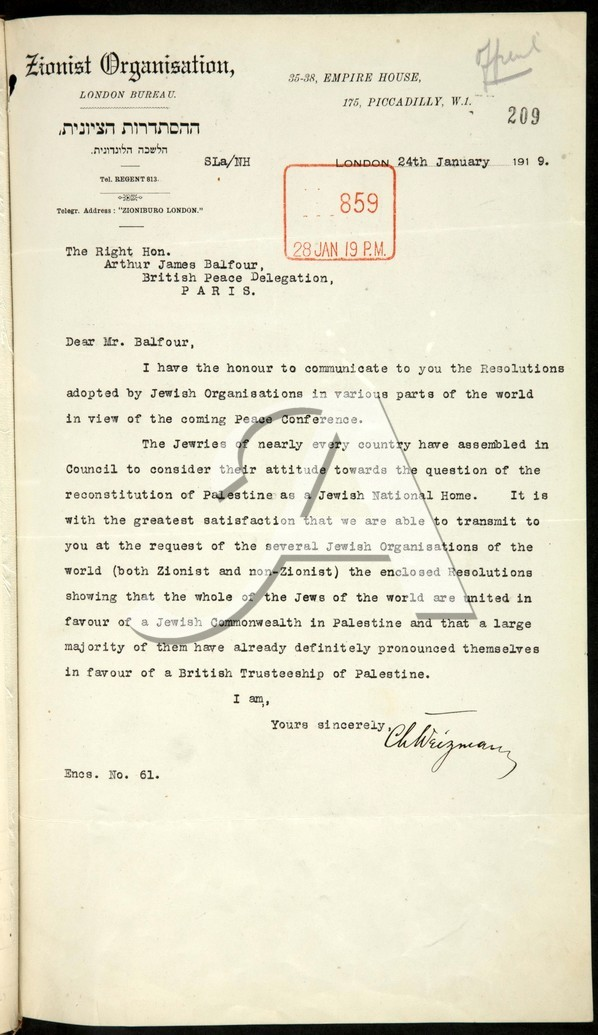
Brief van Chaim Weizmann (1919) waarin een Commonwealth voorgesteld wordt

Al vele eeuwen lang was in Palestina meer dan 90% van de bevolking Arabisch geweest. Om de verovering op de Ottomanen te vergemakkelijken, beloofde Groot-Brittannië, in ruil voor steun in de strijd de Arabieren, een eigen staat (die dan pro-Brits zou moeten zijn). De Arabische landen hoopten op grond van deze belofte na het verslaan van de Ottomanen een eenheidsstaat te vestigen voor de lokale Palestijnse bevolking (inclusief de joden die er al woonden). 
Na de publicatie van de Balfour-verklaring in dat jaar begon binnen de zionistische beweging de hoop te leven, om in plaats daarvan van heel Palestina een (mononationale) joodse eenheidsstaat te vestigen voor alle joden in de wereld. Het liefste wilden ze een commonwealth onder bescherming van het Britse leger. Het plan was om zoveel joden te laten immigreren, dat ze de meerderheid van de bevolking zouden gaan vormen. Dit was nodig om er een joodse staat van te maken.

### Een binationale staat
Tot aan de Tweede Wereldoorlog waren brede stromingen binnen het jodendom antizionistisch. Sommige waren non-zionistisch, wat betekent dat zij tegen een Joodse staat waren, maar emigratie van Joden naar Palestina steunden. Een deel van de Joden was voorstander van een binationale staat als tussenweg. De eerste ideeën daarvoor ontstonden na WWI onder liberaal-joodse non- en antizionisten. Het was gebaseerd op het besef dat Palestina reeds was bevolkt door een meerderheid van Arabieren en een Joodse staat alleen met geweld te realiseren zou zijn.
De in 1925 in Palestina opgerichte (niet politieke) joodse organisatie Brit Shalom (Verbond voor vrede) stond kritisch tegenover het zionisme en streefde naar samenwerking met de Palestijns-Arabische bevolking. Het idee was om de levensstandaard van de Palestijnse bevolking te verhogen en zo de immigratie van Joden voor de Palestijnen acceptabel te maken. Dit zou de vestiging van een joods spiritueel centrum in Palestina mogelijk maken, eerder dan een joodse politieke entiteit. De relatief kleine, maar niet onbelangrijke organisatie vertegenwoordigde beroemde joodse denkers als Hannah Arendt, Martin Buber, Judah Magnes, Gershom Scholem, Ernst Simon, Henrietta Szold en aanvankelijk ook Albert Einstein. Simon stelde in 1931 een binationale staat voor en het opgeven van het zionistische streven naar een joodse meerderheid.
Judah Magnes – een Amerikaanse Liberaal Joodse rabbi die in 1923 naar Palestina was geëmigreerd – was de meest prominente voorstander van een binationale staat. Net als Martin Buber zou hij zich in 1947 uitspreken tegen het VN-verdelingsplan en voor een binationale staat. Na de vestiging van de staat Israël pleitte Buber voor compensatie voor de Palestijnse vluchtelingen en gelijke rechten voor de Palestijnse burgers van Israël. Albert Einstein veranderde daarentegen van mening en steunde het Verdelingsplan.
Voor de Arabische Palestijnen was een binationale staat niet alleen principieel onaanvaardbaar, maar ook onrealistisch, omdat de voorstanders van dit idee onder de joden zelf slechts een kleine minderheid vormden en het vanwege de voortdurende joodse immigratie, voor de dominante zionisten slechts een opstapje zou zijn naar een joodse staat in heel Palestina. Het streven naar een joodse meerderheid was in essentie een plan om Palestina te veroveren. Twintig jaar later zou deze strategie bevestigd worden in een onderzoek van UNSCOP.
De in 1913 door kolonisten opgerichte socialistische jongerenbeweging Hashomer Hatza'ir (de Jonge Garde) propageerde al sinds 1929 een binationale staat. In 1946 richtten zij een gelijknamige marxistische partij op. Ze waren voorstander van onbeperkte kolonisatie en meenden, dat de Palestijnen geen enkele last zouden hebben van de immigratie. De landloze Palestijnen zouden eerder worden bevrijd van het juk van de feodale grootgrondbezitters en profiteren van de Joodse investeringen. In de praktijk bleek het marxistische ideaal echter niet verenigbaar met de verdrijving van Palestijns-Arabische arbeiders van hun land door de zionisten, die alleen Joden tewerkstelden.
In 1939 verenigden verschillende groepen en personen zich in de Joodse politieke organisatie League for Jewish-Arab Rapprochement and Cooperation, inclusief leiders van Hashomer Hatza'ir. Het streven naar een eenheidsstaat was gebaseerd op de visie dat Palestina het thuisland was van zowel de Joden als van de Arabieren. De Joden met het recht op – gelimiteerde – immigratie en kolonisatie op grond van spirituele en vermeende historische banden; de Palestijnse Arabieren met rechten op grond van hun aanwezigheid en eigen cultuur. De organisatie had een voorkeur voor een federatieve binationale staat. De League was vrij nauw met de zionistische beweging verbonden.
Gealarmeerd door het zionistische Biltmoreprogramma, waarin ondubbelzinnig een Joodse staat (een joodse commonwealth) werd geëist, richtten Judah Leon Magnes en aanhangers van de inmiddels opgeheven Brit Shalom in 1942 de politieke partij Ihud (Eenheid) op. Opnieuw werd gepleit voor een binationale staat. Magnes pleitte voor een beperking van de Joodse immigratie, zodat zij niet meer dan de helft van de bevolking zouden uitmaken. Ook zijn streven naar een binationale staat was gebaseerd op de visie dat Palestina het thuisland was van zowel Joden als Arabieren, maar hij wilde voorkomen dat de Arabieren zouden worden verdreven door de vloed van immigranten.

### Eenheidsstaat versus verdeling
Toen de Britten in 1947 het Mandaat aan de VN wilden overdragen, werd de UNSCOP-commissie ingesteld. UNSCOP moest voor de VN de mogelijkheden voor een oplossing onderzoeken. De Jewish Agency en de meeste Joodse organisaties pleitten voor een democratische Joodse commonwealth in heel Palestina, met een onbeperkte Joodse immigratie. Precies zoals in 1919 reeds was voorgesteld. De American Council for Judaism verwoordde het antizionistische standpunt tegen de vorming van een Joodse staat. De Arabische staten wilden juist een democratische unitaire staat waarin de op dat moment nog bestaande Arabische meerderheid (twee derde) werd gegarandeerd.
Judah Magnes, namens de Ihud (Union) Association, en Hashomer Hatza'ir waren voor een binationale staat, terwijl de oorspronkelijk joodse en non-zionistische Palestinian Communist Party (MPS of PKP = Palestinische Kommunistische Partei) pleitte voor een binationale staat of een federatie. Magnes nam landen als België, Canada en Zwitserland als voorbeelden, waar de rechten van verschillende nationaliteiten zijn beschermd tegen de regering van de meerderheid (democratie). De Joodse Hebrew Communists (Palestinian Communist Union) pleitte voor een federatieve eenheidsstaat. Drie maanden later werd de PKP echter door Moskou tot de orde geroepen en bekeerde zich alsnog tot het Verdelingsplan.
Zowel een Arabische als een Joodse eenheidsstaat werd door UNSCOP verworpen. Uiteindelijk werd een meerderheidsplan gepresenteerd, om Palestina te verdelen in een Arabische en een Joodse staat. Na in het eindrapport eerst het tot in detail uitgewerkte verdelingsplan, inclusief de grenzen, te hebben beschreven, werd hierin als alternatief het minderheidsplan voor een unitaire staat gepresenteerd. Voorgesteld werd een federale staat, de "Federal State of Palestine", bestaande uit een Arabische en een Joodse staat, met één Palestijnse nationaliteit en met gelijke rechten voor Arabieren en Joden.
Van de 11 commissieleden stemden er 7 voor het verdelingsplan en 3 voor een federatie. Een binationale staat vond men te ingewikkeld en kunstmatig en voor kantons was de bevolking te veel gemengd. Nederland, dat lid was van de UNSCOP, stemde samen met Canada, Tsjechoslowakije, Guatemala, Peru, Zweden en Uruguay tegen een eenheidsstaat en vóór het verdelingsplan.
In de daarna benoemde Ad hoc Committee werd het minderheidsvoorstel van de Arabische landen voor een democratische unitaire staat uitgewerkt door de Sub-Committee 2. In het midden werd gelaten, of het wel of niet een federatie moest worden.
Als argument voor een eenheidsstaat, stelde Sub-Committee 2 onder andere, dat de Balfour-verklaring, het Brits Mandaat en het Verdelingsplan in strijd waren met het Handvest van de Verenigde Naties en dat de VN niet de bevoegdheid had om een joodse staat in Palestina te creëren. Het wilde, dat deze zaken werden voorgelegd aan het Internationaal Hof van Justitie (ICJ), dat speciaal was opgericht voor dit soort geschillen. Het Committee had daar ook sterke juridische argumenten voor.
Op 24 november 1947 werd in de voltallige Ad hoc-commissie – dat was de gehele Algemene Vergadering van de VN – gestemd over de voorstellen van Sub-Committee 2. Deze weigerde, bij stemming met 1 stem verschil, de kwestie eerst door het ICJ te laten toetsen aan het Handvest. Na uitstel van de stemming in de Algemene Vergadering, op verzoek van de VS, vond er een intense joodse lobby-campagne plaats, waarin met name derdewereldlanden onder druk werden gezet om vóór het Verdelingsplan te stemmen. Hierna besloot de Algemene Vergadering op 29 november het Verdelingsplan op basis van een confederatie van twee staten goed te keuren. In die tijd waren overigens de meeste landen nog niet aangesloten bij de VN.
Judah Magnes bleef daarna nog – de laatste maanden van zijn leven – ijveren voor de omzetting van het confederatieve deel van het Verdelingsplan, maar binnen een regionale federatie (bijvoorbeeld met Jordanië). De kritisch denkster Hannah Arendt, die in nauw contact stond met Magnes, bleef echter het idee van een binationale staat koesteren.

## Na 1948

### Israël en de bezette gebieden
In mei 1948 forceerden de zionisten de opdeling van het land, door het uitroepen van de staat Israël en uiteindelijk, na een lange strijd met de Arabische landen, 80% van Palestina te annexeren. Besloten werd om alle inwoners – inclusief de Arabieren die zich ondanks de Oorlog van 1948 in het gebied hadden kunnen handhaven – onder voorwaarden één Israëlische nationaliteit te geven, ingedeeld naar religie, waardoor zij allen Israëlisch staatsburger (national) werden.
De Israëlische nationaliteit heeft echter geen juridische geldigheid, omdat dit afbreuk zou doen aan het idee, dat Israël alleen de natiestaat is van de joden en in feite wordt het bestaan van een Israëlisch volk – in tegenstelling tot een joods volk – ontkend. Israëlische staatsburgers kunnen alleen worden geregistreerd volgens etniciteit. De Israëli's zijn nu onderverdeeld in zo'n 130 verschillende erkende "nationaliteiten".
Alleen aan joden wereldwijd werd automatisch het recht gegeven om bij immigratie ook staatsburgerschap te verkrijgen. Ook op andere gebieden, zoals het recht op bepaalde overheidsfuncties en aankoop van grond en woningen hebben joden sindsdien meer rechten dan niet-joden. Op het gebied van religie en huwelijk gelden in Israël verschillende wetten. Zowel de halacha als de sharia zijn daarbij van toepassing. Israël is sindsdien binnen historisch Palestina dus een aparte staat, waarbij niet voor alle burgers dezelfde rechten gelden. In een binationale staat voor het gehele gebied, zouden deze verschillen moeten worden heroverwogen.
De in het VN-verdelingsplan beloofde zelfstandige Arabische/Palestijnse staat is er nooit gekomen. Na de Israëlische verovering van Arabische gebieden in 1967, kwam in de euforie voor veel religieuze zionisten de oorspronkelijk gewenste joodse eenheidsstaat weer in zicht (niet per se een binationale staat). Onder leiding van Labor-leider Yigal Allon startte ook de kolonisering van de bezette gebieden (Allon Plan), door massale joodse immigratie.
In 1969 pleitten Fatah en de PLO weliswaar nog voor één enkele seculiere en democratische staat (gecombineerd met het Palestijnse recht op terugkeer), maar na de mislukte poging om de bezette gebieden in de Oktoberoorlog (1973) terug te veroveren, koos de PLO in 1974 alsnog voor een Palestijnse staat op 22% van het grondgebied, later vastgelegd in de onafhankelijkheidsverklaring van 1988. Door de acceptatie van het VN-verdelingsplan, later bevestigd in de Oslo-akkoorden, werd afstand genomen van een binationale staat.

### Eenstaatoplossing door annexatie
Door het falen van de Oslo-akkoorden dreigt er tegen wil en dank alsnog een eenstaatoplossing te ontstaan, waarin Joden en Palestijnen 'het gebied tussen de Middellandse Zee en de rivier de Jordaan' als gezamenlijk thuisland bezitten. Dit is met name te wijten aan de voortgaande kolonisering van de Palestijnse gebieden sinds de sluiting van de Oslo-akkoorden, een proces dat bekend staat als "creeping annexation" (sluipende annexatie).
Altijd heeft in het debat de demografische verhouding tussen Joden en Arabieren centraal gestaan binnen Israël zelf en binnen "Groot Israël", dat ook de Palestijnse gebieden omvat. Daarbij gaat het ook om het spanningsveld tussen het joodse en het democratische karakter van de staat. Vanaf de stichting van de staat Israël tijdens de Nakba, waarin het grootste deel van de Arabische bevolking werd verdreven, heeft de regering gestreefd naar een zo groot mogelijke joodse meerderheid. Bij de presentatie van het Oslo II-akkoord in de Knesset zei Yitzhak Rabin op 5 oktober 1995 over de gewenste samenstelling van de bevolking binnen Israël:
"In het raamwerk van de permanente oplossing, streven wij, eerst en vooral, naar de staat Israël als een Joodse staat, waarin minstens 80% van de burgers Joden zullen zijn, en zijn."
Vanaf 1948 tot aan 1998 was het percentage joden in Israël inderdaad rond 80%. Ondanks de massale immigratie van joden sinds 1948 bleef dit percentage opmerkelijk stabiel, maar na 1998 daalde dit, tot onder de 75% in 2021. Sinds de bezetting in 1967 werd geargumenteerd dat de bezetting moet worden beëindigd om het joodse en het democratische karakter te behouden (door een joodse meerderheid). Een terugkerend debat is, of er ook een joodse meerderheid is binnen het totale gebied westelijk van de Jordaan. Volgens Arnon Soffer, hoogleraar geografie aan de Haifa University, vormden de joden hier in 2022 een minderheid van 46 tot 47%.
In de 21ste eeuw werd in Israël steeds vaker gepleit voor annexatie van grote delen van de Westoever. In 2010 pleitte voormalig minister van Defensie en van Buitenlandse Zaken Moshe Arens voor annexatie om zo het bestaan van twee parallelle staten te verhinderen. Eind 2017 besloot Benjamin Netanyahu’s Likud-partij officieel te streven naar annexatie van de nederzettingen op de Westoever en de kolonisering verder uit te breiden over het hele bezette gebied. Daarmee is er alleen nog ruimte voor de eenstaatoplossing. In maart 2020 pleitte Likud na de verkiezingen opnieuw voor annexatie. Netanyahu beloofde in een nieuwe regering de Israëlische wetgeving te gaan toepassen op de nederzettingen, zo'n 30% van het gebied, en die dus formeel te annexeren. Hiermee zou een levensvatbare Palestijnse staat definitief onmogelijk worden. Onder druk van de oppositie en de internationale gemeenschap werd de annexatie vooralsnog niet doorgevoerd.

## Perspectief
Voor de oplossing van het Israëlisch-Palestijnse conflict, dat sinds 1948 voortduurt en vrijwel onoplosbaar is geworden, is tot nu toe uitsluitend gepoogd om te komen tot een tweestatenoplossing. In Israël is men door interne verdeeldheid altijd ambivalent geweest en is er nooit een echte keuze gemaakt tussen een eenstaat- en een tweestatenoplossing.
Met het onmogelijk worden van een tweestatenoplossing (2SO), ontstaat er automatisch een eenstaatoplossing (1SO). De Palestijnen begonnen, na het vastlopen van het vredesproces, al rond 1999 na te denken over een binationale staat, onder andere bij monde van Edward Said. In 2003 betoogde de Palestijns-Zwitserse politiek wetenschapper Sami Aldeeb, dat zo'n staat niet de vorm zou moeten hebben van een confederatie van twee politieke entiteiten. In dat geval zouden de discriminerende wetten en gerechtshoven in stand blijven. Tezelfdertijd stonden de joden afwijzend tegenover een binationale staat, omdat het verlies van hun meerderheid een einde aan de joodse staat zou betekenen.
In 2004 geloofde al 70% van de Palestijnen niet meer in een vredesverdrag en de meesten van hen zagen militaire acties nog maar als enige uitweg. Een kwart was voor een binationale staat, tegen 45% voor twee staten. Er was zeer weinig animo voor een islamitische staat.
Voorwaarde voor een stabiele binationale staat is een democratie met gelijke rechten voor iedere burger. Israël als een staat voor al zijn burgers, joods en niet-joods, is voor de joden echter onbespreekbaar.
De pijnlijkste concessie van joodse kant zou vermoedelijk het einde zijn van de onbeperkte instroom van joodse immigranten (aliyah) en van de blokkade van de terugkeer van Palestijnse vluchtelingen, die beide tot doel hadden een joodse meerderheid in Israël te verzekeren. De prijs voor de Palestijnen zou zijn de acceptatie, dat geen enkel deel van historisch Palestina is behouden als exclusief Arabisch. De winst voor beide partijen zou zijn het einde van een eeuw bloedvergieten, en de gezamenlijke opbouw van een bloeiende samenleving.

## Publieke opinie
In enquêtes wordt de tweestatenoplossing (2SO) gewoonlijk als realistische en eerste optie gepresenteerd, zonder de realiseerbaarheid in twijfel te trekken. Daardoor wordt automatisch eerder voor de 2SO gekozen. Als niet wordt aangegeven welke voorwaarden nodig zijn voor zo'n oplossing, kan echter geen goede keuze worden gemaakt.
In een poll van juni 2018 gaf slechts 9% van de Palestijnen die een 2SO afwezen aan, een voorkeur te hebben voor een gezamenlijke Israëlisch-Palestijnse staat met gelijke rechten voor iedereen (democratische staat) en nog eens 8% was voor een apartheidsstaat (geen gelijke rechten). Bij de Israëlische joden was dit respectievelijk 19% en 13%. Van de Palestijnen was 17% voor de verdrijving van alle joden uit het hele gebied, terwijl 8% van de Israëlische joden het liefst alle Palestijnen zag vertrekken naar elders (een half jaar eerder was dit echter nog 14%). Maar liefst 82% van de Palestijnen in Israël (die daar Israëlische Arabieren worden genoemd en een vijfde deel van de bevolking uitmaken) zag geen andere oplossing dan 2 gescheiden staten en slechts 11% koos voor de eenstaatoplossing.

Van beide groepen, Palestijnen en Israëlische joden, steunde maar 43% een 2SO. Minder dan de helft geloofde nog in de haalbaarheid van een 2SO.
Ook PSR-poll No 69 van september 2018 onder Palestijnen sloot de optie van een 2SO in. Hier werd een Palestijnse staat binnen de 1967-grenzen en als hoofdstad Oost-Jeruzalem door ongeveer de helft van de ondervraagden gesteund. Door 24% werd de voorkeur gegeven aan een democratische eenstaatoplossing en vond zelfs 29%, dat dit het doel van de onderhandelingen moet zijn.
Een tweestatenoplossing in de vorm van een Palestijns-Jordaanse confederatie, zoals in VS-President Trumps virtuele "Deal of the Century", werd door twee derde van de Palestijnen afgewezen.
Nu volgens steeds meer mensen een zelfstandige Palestijnse staat, door onrealistische eisen en de voortgaande kolonisering van Palestijnse gebieden, praktisch onmogelijk is geworden, wordt een eenstaatoplossing door steeds meer Palestijnen nog als enige alternatief gezien.
De meeste Israëlische joden en pro-Israël niet-joden zijn tegen een eenstaatoplossing, omdat dat "het joodse karakter van Israël" zou aantasten, hoewel men het niet eens is over wat dit joodse karakter nu precies zou betekenen. Zij duiden dit verlies aan met de dramatische term "vernietiging van Israël", een term die ook vaak wordt gehanteerd in verband met het Palestijnse recht op terugkeer.

### In de Verenigde Staten
Een poll van maart 2014 gaf aan, dat bij het onmogelijk blijken van een 2SO, twee derde van de Amerikanen de voorkeur zou geven aan een 1SO met gelijke rechten voor iedereen, in plaats van een joodse staat met ongelijke rechten. Bij een vervolg-enquête in 2018, waren ongeveer evenveel Amerikanen voor een 1SO als voor een 2SO (ruim een derde). In het geval dat een 2SO onmogelijk zou blijken, zou 64% een democratische staat met gelijke rechten willen, terwijl 26% een voorkeur zou hebben voor een apartheidsstaat met joodse dominantie.

### In Israël
De Israëlische journalist en linkse vredesactivist Uri Avnery was fel tegen een eenstaatoplossing en voorstander van een zelfstandige Palestijnse staat naast Israël.
Zijn mening was dat er Palestijnen zijn voor wie de eenstaatoplossing een code is voor de ontmanteling van de staat Israël. Hij meende dat een enkele staat niet zou functioneren en een kunstmatig land zou zijn dat zou leiden tot een eeuwige burgeroorlog. Avnery verwachtte dat in een gezamenlijke staat de Joden dominant zouden zijn vanwege hun economische en technologische superioriteit en de Palestijnen "de houthakkers en waterdragers" zouden worden en dat zo de bezetting zou voortduren tot aan het volgende stadium van een bloedige burgeroorlog.